# Conradus Flocken
Conradus Flocken (* 1622 in Hasselsweiler; † 27. August 1694 in Nörvenich) im Kreis Düren war ein Pastor.

## Leben
Flocken wurde als Sohn der vermutlich wohlhabenden Eltern Abel Flocken und Christina Habrix geboren. Der Vater wird 1631 im Visitationsbericht unter den Geschworenen aufgeführt, was auf ein großes Vermögen schließen lässt.
1646 kam er als Nachfolger von Pastor Henricus Foller nach Nörvenich. Die dortige Pfarre fand er nach dem Dreißigjährigen Krieg in einem fürchterlichen Zustand vor. Die Pfarräcker und auch die anderen Felder waren nicht bestellt, manche Dörfer seit mehr als fünf Jahren unbewohnt. Flocken bekam noch nicht einmal den ihm zustehenden Zehnten. 
Zwischen 1647 und 1653 bestellte er selbst die Felder in Nörvenich, Rath und Dorweiler. Dann begann er, den Neubau der Nörvenicher Pfarrkirche zu planen. Mit Spenden, Hand- und Spanndiensten der Einwohner und hohen eigenen Finanzmitteln ließ er nicht nur das Kirchengebäude errichten, sondern richtete die Kirche auch ein. Die Kirchenbänke sind heute noch in Gebrauch. Die Kirche wurde am 5. Oktober 1664 konsekriert.
In Köln bekam der Pastor eine Reliquie des Pfarrpatrons Medardus. 1668 reiste er zum Kloster Arnstein, um dort eine Sebastianus- und eine Fabianusreliquie zu beschaffen. Dazu ließ er kostbare sakrale Gegenstände fertigen. Außerdem stiftete er die Altäre.
Flocken war 45 Jahre lang auch Dechant der Christianität Bergheim. Sein Nachfolger wurde sein Neffe Hermannus Isenkraedt.

## Ehrungen
Auf Grund der Verdienste von Conradus Flocken wurde in Nörvenich eine Straße nach ihm benannt, die Dechant-Flocken-Straße.